# Nothing,Nowhere
Joseph Edward "Joe" Mulherin, lépe známý pod pseudonymem nothing,nowhere., je americký hudebník, zpěvák, rapper, skladatel a producent.

## Dětství
Mulherin vyrůstal ve Foxboroughu v Massachusetts a strávil hodně času v Hyde Parku ve Vermontu. Studoval počítačový design.

## Historie
V roce 2015 začal Mulherin nahrávat písně na SoundCloud pod jménem nothing,nowhere. V červnu téhož roku vydal své debutové album nothing,nowhere. LP na Bandcamp. Poté, co vydal dvě EP "Bummer" a "Who Are You" společně s rakouským producentem Oilcolorem, vydal svůj komerční debut "Reaper", album žánru emo rapu, které New York Times označil jako „jedno z nejslibnějších popových alb roku“.
16. února 2018 Mulherin podepsal smlouvu s Fueled By Ramen, kdy i vydal videoklip pro svou píseň "Ruiner", titulní skladbu pro jeho nadcházející album se stejným názvem, které vyšlo 13. dubna 2018.

## Osobní život
Mulherin nikdy nebral návykové látky a v prvním ročníku střední školy se stal členem straight edge.